# Munition immergée

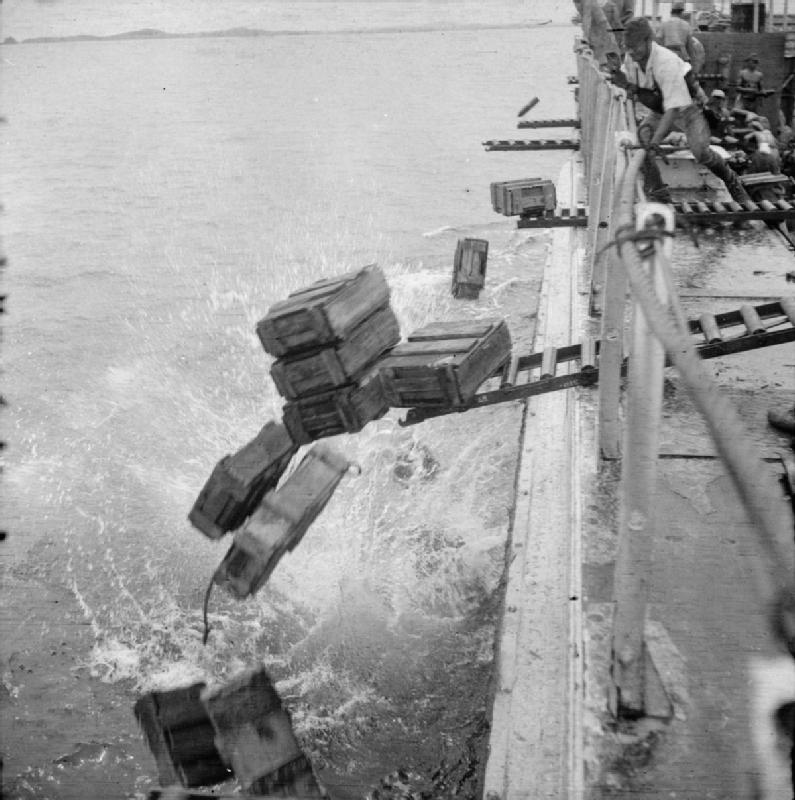
Caisses de munitions japonaises jetées par des prisonniers de guerre (Japonais) en mer au large de Singapour. Ces munitions avaient été trouvées dans l'île par les Britanniques lors de la réoccupation de Singapour par le Royaume-Uni lors de la Seconde Guerre mondiale (photo d'archive ; collections de l'Imperial War Museums).

La notion de munition immergée désigne les situations où des munitions ont été perdues ou volontairement jetées dans les eaux marines, douces ou saumâtres, parfois continentales ou souterraines.
Il s'agit généralement de séquelles (directes ou indirectes) de guerres ou d'activités militaires.
Pour ce qui est des enjeux, il existe un double risque : parfois d'explosion et dans tous les cas à long terme de pollution induite par les munitions ainsi que contamination chimique des chaînes alimentaires (à court ou moyen termes).
Plus d'un siècle après l'armistice de 1918, et plus de soixante-dix ans après la défaite de l'Allemagne nazie, des centaines de milliers de tonnes de ces armes immergées (armes conventionnelles ou chimiques) reposent encore dans des lacs ou sur les fonds marins et restent dangereuses. En cas de fuites dues à la corrosion, elles peuvent empoisonner ou contaminer des animaux (poissons, coquillages, crustacés) consommés par l'homme ou les animaux d'élevage (sous forme de farines et huiles de poissons).
Étant donné les coûts élevés de traitement du problème et l'absence de consensus sur les solutions et la mesure du risque, sa prise en compte semble avoir été repoussée jusqu'aux années 2000. Les munitions immergées posent de graves problèmes, imparfaitement traités : une destruction sure ou un inertage sécurisé et respectueux de l'environnement n'est prévu que pour moins de 1 % des stocks immergés connus, en Allemagne, Belgique et France, en Russie et peut-être bientôt aussi en Chine.[réf. nécessaire]

## Nature et origine des munitions immergées

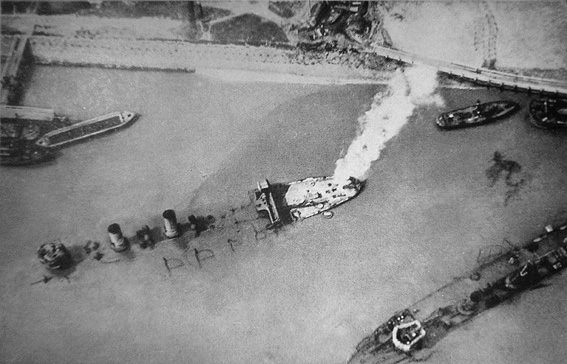
Lors des attaques (ici un raid sur Zeebruges), de nombreuses munitions ont été perdues ou coulées

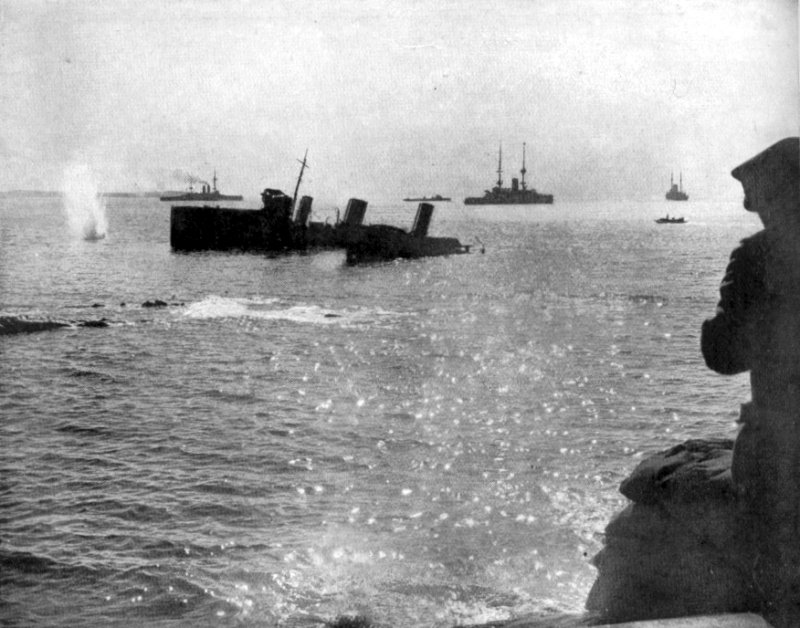
Le destroyer HMS Louis de la Royal Navy coulé à Sulva par l'artillerie ottomane, durant la bataille des Dardanelles en 1915

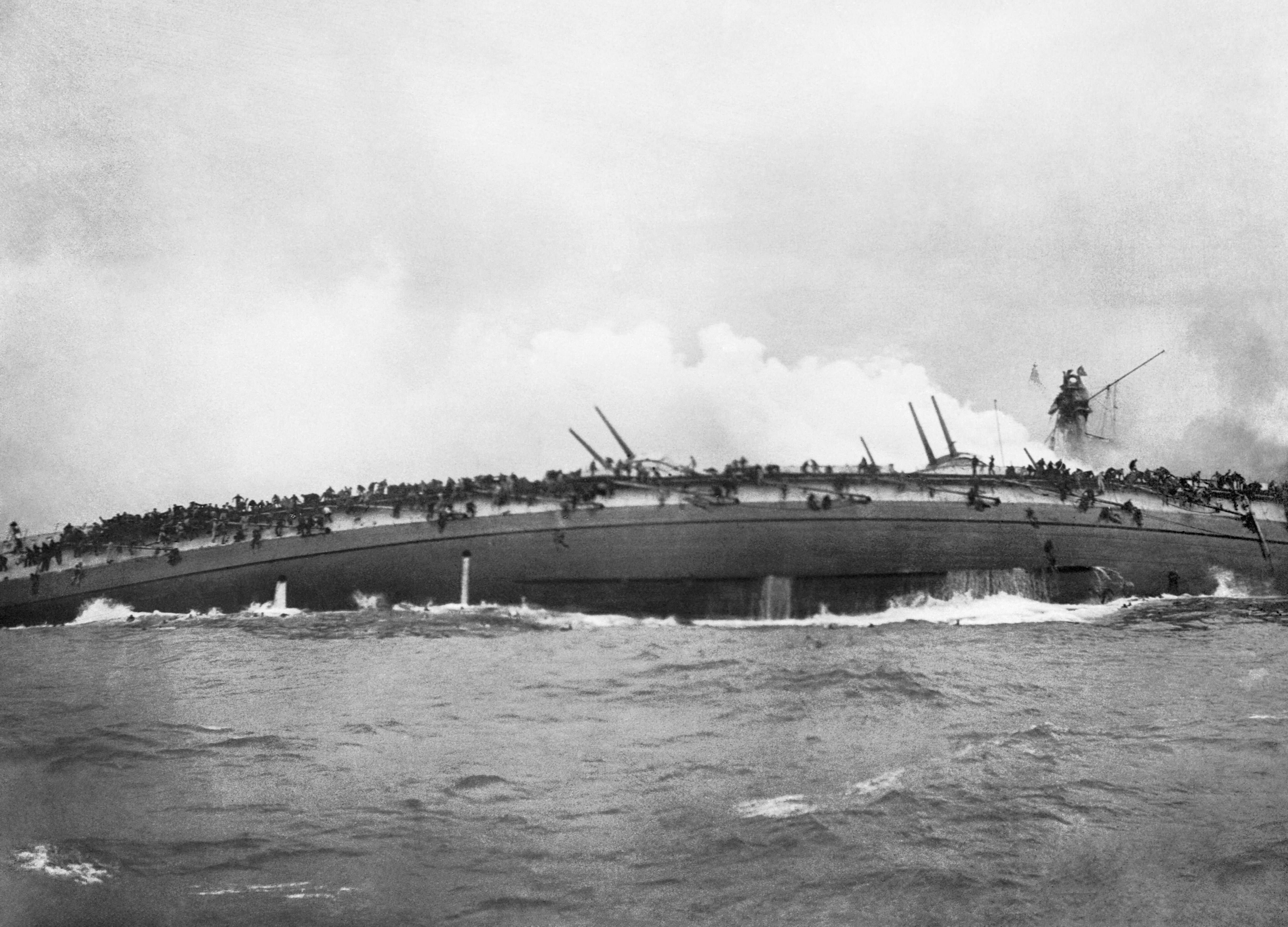
Le croiseur cuirassé allemand Blücher, coulant après la bataille du Dogger Bank, en 1915

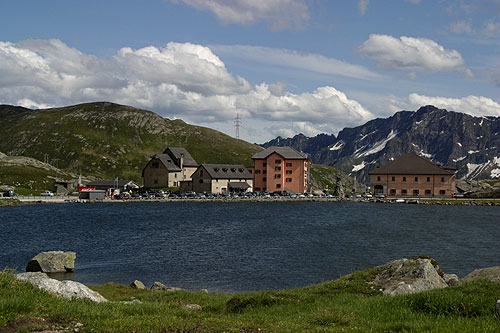
Des lacs d'altitude sont aussi concernés tel le lago della Piazza au col du Saint-Gothard à 2091 m d'altitude, en Suisse

Il peut s’agir de munitions chimiques ou conventionnelles.
Souvent, elles ont été volontairement immergées, pour s'en débarrasser à moindre coût, ou pour éviter qu'elles ne tombent aux mains de l'ennemi, ou parce qu'elles risquaient d'exploser ou de fuir en raison de leur état de dégradation.
Une autre partie, qui n'est pas la plus importante, a simplement été accidentellement perdue en mer, à la suite de combats, naufrages, sabordages ou échouages.
Quelques zones réparties un peu partout dans le monde étaient réservées au largage de munitions lourdes (bombes, torpilles, mines) non utilisées lors de missions avortées pour cause de météo ou de contre-ordre. Il était trop dangereux pour les avions d'atterrir avec leurs munitions, ou ces dernières auraient trop augmenté leur consommation de carburant, ne leur permettant pas de rentrer à bon port. Ces munitions étaient donc larguées en mer avant le retour à la base, éventuellement assez près des côtes. Ces zones de délestage sont théoriquement interdites à la navigation (aérienne ou navale). Elles proviennent essentiellement de la Seconde Guerre mondiale, qui a inauguré la méthode des bombardements aériens massifs. En zone OSPAR ou Manche/Mer du Nord, il y en a au moins trois : près du littoral anglais, dans l’estuaire de la Tamise et l'autre dans le pas de Calais. À titre d'exemple, environ 100 000 projectiles incendiaires et près de deux-cents « Cookies » auraient été largués par une flotte de bombardiers 138 Lancaster de la RAF, le 15 décembre 1944 en Manche, à la suite de l'attaque de Siegen (à l'est de Cologne), avortée pour cause de brouillard. Une part significative de ces munitions n'explosait pas et repose vraisemblablement encore sur le fond, à −35 m dans cette « Southern Jettison Area » (« jettison » désigne en anglais l'action de jeter à la mer un objet ou un déchet, à partir d'un bateau, sous-marin, avion, ou hélicoptère ; il peut aussi s'agir de l'action pour un avion de délestage de carburant non consommé avant atterrissage sécurisé ou d'urgence. Dans ce cas les zones prédéterminées de délestage (dites FJA "Fuel Jettison Area" pour les anglophones). La « Southern Jettison Area » repose sous l'actuel rail montant du trafic maritime de la Manche, selon Michel Dehon. Son centre se situant à 50°15 N et 0°15 E, avec un rayon de 9 km. Ces trois zones de délestage aérien de la Royal Air Force n'ont pas été prises en compte dans l'inventaire fait pour OSPAR remarque Michel Dehon.
Certains sites marins et lacustres ont régulièrement été utilisés comme zones d'exercice de tir sur cible, ou pour des essais, incluant le cas particulier des essais nucléaires. De nombreuses munitions non explosées ont ainsi été perdues lors d'essais ou d'exercices militaires et lors de « ratés », elles n'ont pas toutes été récupérées.
Certains pays (maritimes ou non, comme la Suisse) ont utilisé des lacs et des zones humides comme sites d'exercices et de décharge de munitions devenues désuètes.
Dans l'eau (lac, mer ou zone humide fermée…), même des munitions conventionnelles ayant explosé à l'impact peuvent être à l'origine de pollution par le plomb, le mercure ou d'autres métaux.

## Explosifs immergés
La mention « Explosifs immergés » inscrite sur certaines cartes marines concerne des lieux de décharge sous-marine établis depuis la fin de la Première Guerre mondiale, mais nombre de dépôts semblent ne pas avoir été signalés sur ces cartes. Depuis, certains dépôts ont en outre été pour partie dispersés par les courants, des tsunamis et les chaluts de pêche.
Ces « objets » particuliers semblent juridiquement assimilables à des « déchets toxiques ou dangereux » susceptibles de libérer dans l'environnement de nombreux polluants, dont des eutrophisants et certains produits très toxiques, en quantité dispersée (DTQD), le plus souvent et dans un premier temps à faible dose, mais de manière chronique. Les risques d'explosion ou de fuite brutale et importante sont encore mal évalués et pourraient varier selon la profondeur, salinité, courants, taux d'oxygène et température de l'eau.
Les conséquences englobent les domaines de l'économie, de l'environnement, de la santé publique, de la sécurité civile et des affaires militaires et de la prospective. Les impacts redoutés par les experts en déminage et en écotoxicologie sont surtout de moyen et long termes et concernent toute la pyramide alimentaire.

## En eaux douces
Peu de données sont publiées, mais des munitions anciennes ont été massivement trouvées par exemple dans le lac de Gérardmer en France ou dans le gouffre de Jardel (120 m verticalement) d'où coulent les sources de la Loue, dans le Doubs. En Suisse, un lac sur deux en aurait reçu, dont les grands lacs tels que le lac de Thoune, le lac de Brienz ainsi que le lac des Quatre-Cantons.

## Risquesetdangers

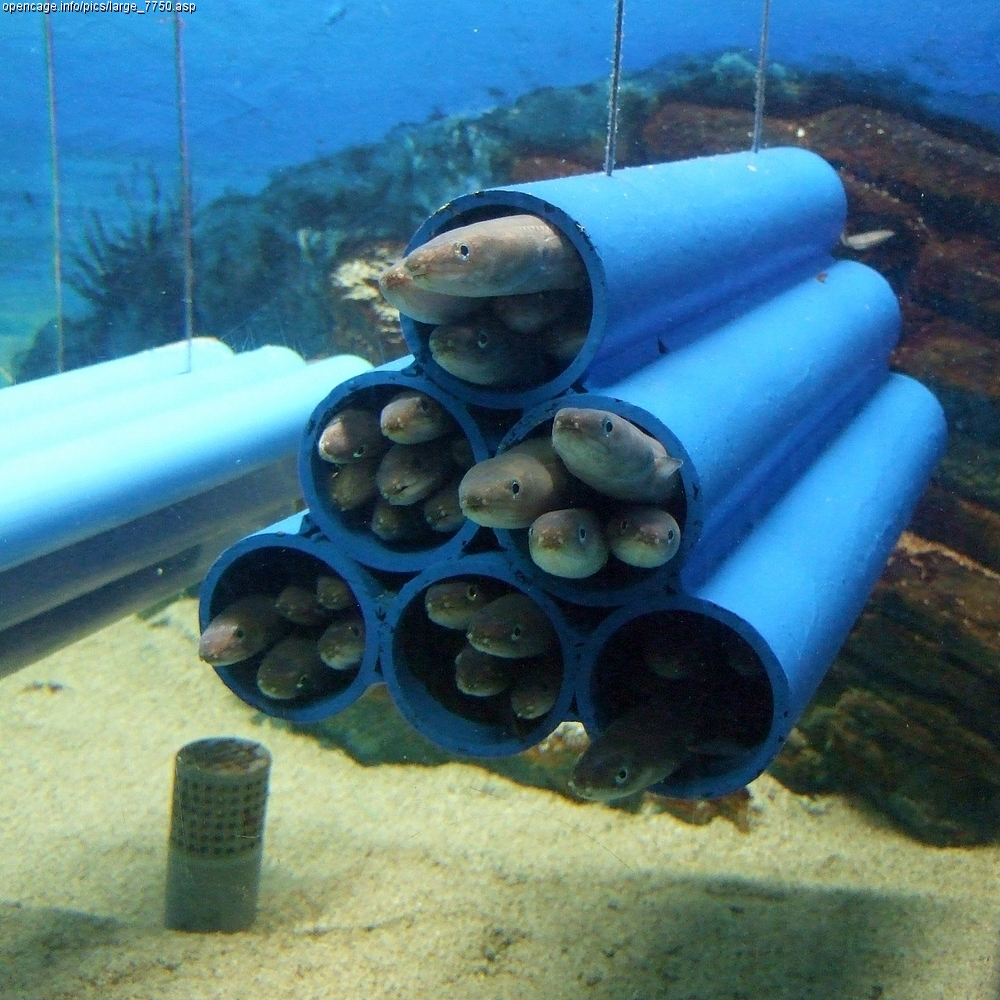
Le Congre recherche instinctivement des vides tubulaires horizontaux. Il risque donc plus que d'autres espèces de pénétrer des douilles corrodées (de torpilles, bombes ou d'obus à demi vidés de leur contenu) ou de s'introduire dans les interstices de piles de munitions. Là, il peut être en contact avec des toxiques fuyants de munitions corrodées. Une étude de 2012 a montré que des Congres européens vivant près d'un dépôt de munitions immergées contenaient plus de mercure et d'arsenic qu'ailleurs et qu'ils présentaient parfois de graves lésions cutanées

### Risques de contacts directs
Un premier risque, direct, est celui de mort ou blessure à la suite de l'explosion spontanée ou accidentellement provoquée d'une munition. Ainsi, « récemment en 2005, 3 pêcheurs ont été tués dans la partie méridionale de la mer du Nord par l’explosion, sur leur bateau de pêche, d’une bombe datant de la Seconde Guerre mondiale et prise dans leurs filets ».
Selon la Commission Ospar « La pression exercée par le bruit important que produisent les explosions spontanées ou contrôlées de munitions peut blesser ou tuer certains mammifères marins et poissons. Il a été rapporté que des marsouins ont été tués dans un rayon de 4 km autour d’explosions et que d’autres ont subi une détérioration permanente de l’ouïe dans un rayon de 30 km ».
Un second risque est celui d'exposition à de l'ypérite, le toxique de guerre qui a été le plus massivement rejeté en mer. Selon Andrulewicz (1996) des cas de capture d'ypérite sous forme d'amas visqueux ou de contamination de filets lors du chalutage de fond ont été enregistrés, notamment dans la partie occidentale de la côte polonaise, ce qui est en accord avec les données disponibles sur les lieux de décharge et les itinéraires de décharge en mer. Quelques cas ont été rapportés par la presse :
- Doyle (2004)[8] cite un le pêcheur danois Walther Holm Thorsen : « C'était terrifiant. La douleur était insupportable et mes mains étaient boursoufflées partout » ; Il avait 15 ans (en 1969) quand il a rejeté dans la mer Baltique un bidon gris percé piégé dans les mailles de son chalut (…), la douleur est venue au milieu de la nuit, quelques heures après que lui et un autre membre d'équipage eurent rincé la substance huileuse sur le poisson. Ils n'avaient pas idée que cela pût être du gaz moutarde. Thorsen a passé trois mois à l'hôpital, et ses mains sont encore très marquées, en dépit d'une greffe de peau. « Travailler en tant que pêcheur est aujourd'hui difficile - j'ai souvent la sensation que mes mains sont comme gelées » dit-il
- Selon Begr Rasmussen, président de l'Association des pêcheurs de Bornholm (proche d'un des principaux dépotoirs de munitions immergées de Baltique), « Nous avons eu 10 cas de personnes ayant trouvé des bombes cette année[Laquelle ?] ».
- Selon l'ONG Lietuvos[9], au Danemark où des incitations financières remercient les pêcheurs qui signalent des munitions à l'armée afin de les récupérer, on a enregistré plus de 400 incidents de ce type dans les deux dernières décennies.
- Selon Mitretek Systems Des accidents dus à des contacts avec des armes chimiques immergées ont été signalés en mer Baltique, en mer Adriatique, dans l'océan Pacifique et les eaux côtières japonaises. Aux États-Unis où des munitions chimiques ont aussi été immergées avant les années 1970, on a par exemple signalé aux CDC de 2004 à 2012 trois cas d'exposition au gaz moutarde, lors d'un dragage de coquilles marines destinées à orner une allée, et deux fois lors de pêche (commerciale) à la palourde[10] (cas qui auraient donc pu aussi toucher des consommateurs finaux s'ils n'avaient pas été détectés).
Le plus souvent, il s'agit de pêcheurs qui ont par inadvertance touché des objets contaminés par du gaz moutarde dans leurs filets. Souvent les accidents se répètent dans les mêmes zones.
- Dans l'eau froide l'ypérite s'hydrolyse en surface mais forme une masse visqueuse qui peut perdurer des décennies voire plus longtemps[11]. Certaines formes d'ypérite seraient particulièrement peu solubles dans l'eau, dont, selon le Pr Paka, l'ypérite améliorée pour être utilisée par grand froid (“winter mustard”, destinée à être utilisé en Russie notamment) grâce à une formulation contenant 37 % d'arsenic comme additif ; 20 % de l'ypérite produite en Allemagne par les nazis serait de ce type[9].

### Fuites toxiques avérées
Il faut environ 80 ans pour qu'une munition commence à fuir. La corrosion des munitions est source fuite de produits toxiques « différés dans le temps et l'espace », encore sont mal évaluée, d'abord car la situation est en quelque sorte « nouvelle » dans l'Histoire environnementale, mais aussi parce qu'en Europe le secret a longtemps concerné les décharges marines de munitions ; ce n'est qu'en 2005, que le public anglais a appris que la Fosse de Beaufort contenait plus d'un million de tonnes de munitions noyées là durant plus de 40 ans. Concernant la France qui semble être l'un des pays plus touchés au monde par les immersions de munitions, ce n’est qu’en 2005 qu'une première carte officielle, peu précise et sans données quantitatives, a été publiée (avec cinq ans de retard car ces cartes devaient être publiées avant l'an 2000, en application de la convention de Londres et conformément aux engagements des pays membres de la commission OSPAR).
Les responsables de ces immersions semblent avoir longtemps pensé qu'il y aurait dégradation puis dilution des toxiques chimiques. Or, au moins dans les eaux froides, la plupart des toxiques des munitions sont restés parfaitement actifs après 80 ans, certains ne sont ni dégradables ni biodégradables (mercure, par exemple) et ils peuvent être rapidement reconcentrés par les organismes filtreurs et par la chaîne alimentaire.
Plusieurs types de risques indirects sont à prendre en compte, pouvant parfois additionner leurs effets sous forme de contaminations de l'écosystème et/ou de matériaux marins (gravières, extraction de sable) susceptibles d'être utilisés.
- Fuites chroniques Des études récentes (en Mer baltique où une soixantaine de site d'immersion étaient repérés en 2009[12] mais où des décharges de munitions auparavant non documentées ont été récemment découvertes (dans la fosse de Gdansk)[13] , Belgique) et de nombreux indices laissent penser que le plomb, le mercure et les gaz ou liquides toxiques ainsi que les explosifs des munitions de 1914 (ou ultérieures), et le nitrate (propulsif) ou le phosphore et les métaux qui constituent les enveloppes, douilles ou chemisages des munitions immergées ont commencé à fuir dans l'environnement[14] et qu'ils pourraient significativement affecter les écosystèmes terrestres et aquatiques, notre alimentation et notre santé. 
L'eau de la baltique est moins salée (et donc supposée mois corrosive) mais le projet CHEMSEA a montré que les armes chimiques ont commencé à y fuir et à polluer les sédiments autour des sites de dépôt et plus que ne le prévoyait les modèles théoriques, peut être en raison des courants de fond assez puissants pour remettre en suspension des sédiments fins et pollués et les disperser à distance. Autour de sites de dépôt la diversité biologique et la densité des communautés fauniques sont « médiocres » par rapport à la zone de référence. Des morues et moules placées en cage à proximité des munitions y montrent « des réponses de niveau moléculaire et cellulaire significativement élevées »[13]. Des analyses isotopiques montrent que la contamination de l'environnement et de certains poissons provient bien des munitions qui ont commencé à fuir[15]. 
 Ces toxiques pourraient aussi contribuer aux grands phénomènes de dystrophisation et de zones mortes (marine dead zones) identifiées par l'ONU. Des produits fuyant de munitions corrodées peuvent commencer ou commencent déjà à se disperser dans les eaux et sur les fonds marins. Or, les sables, graviers, nodules polymétalliques, maerls font l'objet de demandes de plus en plus nombreuses d'autorisation d'ouverture de carrière de granulats sous-marins. 
Un projet de recherche (CHEMSEA, pour Chemical Munitions Search & Assessment) a récemment (2011-2013) exploré sur 3 fosses (de plus de 70 m de fond) de la mer Baltique où des munitions chimiques ont été immergées : Bornholm Deep, Gotland Deep et Gdansk Deep[16]. Par rapport à d'autres sites comparables mais sans munitions, ces 3 fosses ont perdu la totalité de leur faune macrozoobenthique, et seuls des nématodes survivaient parmi la méiofaune. Ces derniers ont donc été utilisés pour comme groupe taxonomique-clé pour explorer la seule communauté fauniques qui tolère encore cette pollution : 42 genres de nématodes (appartenant à 18 familles) y ont été identifiés[16]. Un genre dominait : Sabatieria de la famille des Comesomatidae, genre qui constituait 37,6 % de la communauté globale des nématodes qui par ailleurs n'est pas structurée de comme dans les sites de référence (en termes d'abondance et de composition en taxons) entre les zones de déversement[16]. Les assemblages de nématodes pourraient peut-être donc à l'avenir être utilisés comme bioindicateurs de pollution par des munitions immergées[16].

- Risques de contacts directs ou indirects avec des organismes marins ; les sites de dépôt sont parfois des bancs qui sont aussi des zones de frayères ou proches de lieux de pêche de poissons, coquillages ou crustacés. Les consommateurs de produits de la mer, les marins pêcheurs, pêcheurs à pied, pêcheurs amateurs et certains plaisanciers courent un risque a priori encore faible, mais croissant, d’être exposé à des substances toxiques, éventuellement gazeuses. Certains sites de dépôt sont très proches de zones d'élevage d'huîtres et de moules. Les toxicologues constatent que les bactéries, poissons, crustacés, moules, huîtres, coraux, éponges et autres organismes filtreurs peuvent - des années ou siècles après les conflits - réabsorber et bio-accumuler le mercure, le plomb, l'arsenic et le cadmium non dégradables. Des cancers et tumeurs sont observés sur les poissons de ces zones, ainsi que des dommages graves à l'ADN en mer Baltique[17], mais aussi en méditerranée (notamment en mer Adriatique chez des Congres qui de par leur comportement tendent à être les premiers poissons en contact avec des munitions corrodées ; autour de munitions immergées certains Congres présentent de graves lésions petites ou grandes tout le long du corps, et des sous-produits de dégradation de l'Ypérite sont trouvés dans le sédiment)[4],[18]. On sait que certains poissons, mais aussi certains mammifères marins (dauphins, bélougas, baleines) se grattent sur des objets durs pour se débarrasser de leurs parasites ou exfolier leur peau [19] et que certaines pathologies de cétacés semblent en augmentation en raison de la pollution notamment[20]. C’est à la fin du XXe siècle, notamment poussé par la commission OSPAR, que quelques pays, ainsi que certaines ONG ou membres de la filière pêche, ont commencé à s’inquiéter du devenir des stocks de munitions immergés en mer ou en eau douce. Plus le temps passe, plus ces munitions approchent (ou ont localement déjà dépassé) un état de corrosion susceptible de provoquer des fuites importantes et toxiques, à des profondeurs où de nombreux poissons et coquillages mis sur le marché pourraient être affectés ;

- Effets en cascade : Certains sites d'immersion sont proches des sites industriels (dépôt de Zeebruges notamment), de sites touristiques majeurs, voire de prises d'eau de thalassothérapies, de piscicultures ou de conchylicultures (ex. : Cancale, Quiberon…), ou encore proches d'entrées de ports de commerce ou de pêche, ou de centrales nucléaires. Des déchets radioactifs ont été coulés sur ou à proximité de dépôts de munitions dans la fosse des Casquets ou la fosse de Beaufort. Une partie des polluants libérés par les munitions sont génotoxiques et donc sources de mutations génétiques qui pourront affecter des générations d'organismes[21] et le phénomène risque d'empirer : ainsi pour 660 harengs (Clupea harengus) capturés de 2009 à 2014 dans 65 stations d'étude principalement situées le long des routes de transport et d'immersion de munitions chimiques en mer Baltique, les anomalies de l'ADN ont « fortement » augmentée chez le hareng capturé dans quatre stations proches de sites d'immersion de munitions chimiques ou sédiments pollués par leurs composants[21]. Et le phénomène s'est significativement aggravé entre 2010 et 2013 par rapport à 2009. Le secteur de Bornholm était le plus touché[21]. Les auteurs notent aussi un problème similaire autour de plates-formes pétrogazières[21].

- Risque sismique : En Europe de l'Ouest, une partie des munitions immergées l'ont été là où le fond marin augmentait, c'est-à-dire en bordure de plateau continental, avant qu'on n'apprenne que c'est là où le risque sismique s'avère le plus élevé en mer (c'est d'ailleurs dans ces régions qu'ont été relevés les épicentres des petits et moyens tremblements de terre « sous-marins », autour de l’Écosse après qu'un système de détection et monitoring sismique y ait été progressivement développé dans les années 1960 à 1970)[22] ;

- Risque d'explosion spontanée (mouvements induits par des tremblements de terre, ou travaux sous-marins, ou passages de chaluts…). Des bruits d'explosions sous-marine sont périodiquement signalés par des pêcheurs en mer.
- Risque de dispersion de toxiques chimiques par l'eau et/ou l'air. Certains dépôts contiennent des dizaines de milliers de tonnes d'obus, mais les tonnages ne sont cités ou évalués que pour moins de 50 % des sites connus. En cas de libération brutale et importante de toxiques, même à grande distance, de grandes quantités d’organismes marins, dont les filtreurs (moules, huîtres, couteaux, coques et autres coquillages, etc.), les oursins ou d’autres "fruits de mer" ou les poissons carnivores et les mammifères marins (dont les cétacés) pourraient être gravement et massivement affectés, de même que les populations humaines riveraines, voire plus lointaines s'il devait se former un nuage toxique. C'est notamment une crainte pour la mer Baltique, quasi-fermée à la différence de l'Atlantique ou du Pacifique.

- Risque écotoxicologique : C'est sans doute le moins bien évalué. On a longtemps fait « pétarder » en mer des mines ou autres munitions non-explosées, sans savoir quels sous-produits résultaient de leur explosion dans l'eau. On ignore encore comment les toxiques des munitions interagissent entre eux et avec l'environnement, selon les conditions variées de pression, température, salinité, courant, etc.

Une évaluation environnementale et concernant la sécurité maritime est en Allemagne suivie par le ministère de l'Agriculture, de l'Environnement et des Zones rurales du Schleswig-Holstein où, pour les besoins de la reconstruction, des quantités importantes de munitions avaient déjà été récupérées (dans les années 50 et 60 du siècle dernier).
Une étude a en 1996 porté sur les produits libérés dans cette région ou en mer Baltique par l'explosion spontanée ou provoquée sous l'eau d'explosifs ou munitions immergés.
Deux explosions de mines marines posées sur le fond ont été étudiées : la première posée à −15 m contenait 100 kg d'explosif (trinitrotoluène) et l'autre posée à −17 m contenait 500 kg (TNT + RDX + aluminium). L'eau a été échantillonnée juste après l'explosion, dans l'eau troublée par celle-ci jusqu'à 20 m et au-delà de cette zone, ceci en double échantillonnage à trois profondeurs (en surface, à 7,5 mètres et à 15 mètres de fond). Dans ce cas, l'analyse (chromatographie en phase liquide à haute performance) a porté sur les paramètres TNT, (cyclotriméthylènetrinitramine ou RDX), des composés du dinitrotoluène (2-amino-4,6-dinitrotoluène et 4-amino-2 ,6-dinitrotoluène). Les tests faits en suivant la norme DIN 32645 ont donné comme valeurs de précision :
- Limite de détection du TNT (2,4,6-Trinitrotoluol) : 0,05 µg/l avec comme limite de quantification 0,16 µg/l
- Limite de détection de l'Hexogène (= RDX): 0,06 µg/l avec comme limite de quantification 0,20 µg/l
- Limite de détection du 2-Amino-4,6-dinitrotoluol : 0,07 µg/l avec comme limite de quantification 0,22 µg/l
- Limite de détection du 4-Amino-2,6-dinitrotoluol : 0,07 µg/l avec comme limite de quantification 0,22 µg/l

Dans ce cas (explosion de TNT), aucune des molécules recherchées n'ont pu être trouvées dans l'eau des échantillons prélevés, ce qui laisse penser que les explosifs à base de TNT se décomposent presque complètement lors de l'explosion.
Quand il n'y a pas explosion, mais lente dégradation sous l'eau, on ignore quels sont les processus à l'œuvre. On sait que le TNT (qui n'est quasiment pas soluble dans l'eau) peut néanmoins contaminer des sédiments (on a mesuré en 2007 dans cette zone jusqu'à 7,1 mg de trinitrotoluène (TNT) par kg de sédiments, bien que les taux de TNT y soient habituellement indétectables). Mais il n'existe pas de normes, ni consensus sur un seuil à ne pas dépasser dans l'eau de mer ou les sédiments. (À titre indicatif, la norme allemande pour le sol de terrains de jeux pour enfants impose de ne pas dépasser 20 mg/kg de sol).
En 2007, d'autres échantillons d'eau ont été prélevés à un mètre d'eau sous la surface et à un mètre au-dessus du fond, et confiés à des laboratoires indépendants dans des zones d'immersion de munition des régions de Kolberg, Heide et du fjord de Kiel ; ils ne contenaient pas de molécules d'explosif solubilisées au-dessus de la limite de détection. De même, les taux dans les sédiments étaient souvent sous le seuil de détection (de 0,02 mg/kg). Dans un échantillon, le TNT atteignait 7,1 mg/kg de sédiments.
Reste à mesurer le devenir d'autres explosifs et d'autres composants, notamment ceux des obus chimiques et des torpilles (ces dernières sont équilibrées par du plomb lors de leur fabrication, jusqu'à plusieurs kilos par torpille). Le Land du Schleswig-Holstein s'inquiète davantage des risques induits par les armes chimiques immergées en Baltique occidentale, où les munitions sont souvent enfouies sous les sédiments, ce qui ne facilitera pas le suivi imposé par la directive cadre sur l'eau, ni d'éventuelles actions nécessaires de remédiation pour atteindre le « bon état écologique » des eaux côtières.

## France
En France, des milliers de tonnes de munitions ont été récupérées après la guerre 14-18. Certaines ont été démantelées, d'autres ont été amenées dans les ports à partir des onze départements de la « zone rouge » ou à partir d'arsenaux situés plus au sud, pour être jetées en mer, malgré un risque majeur de pollution locale et mondiale des écosystèmes marins et littoraux. Quelques lacs sont aussi concernés (Avrillé, Gérardmer…). Il semble également que des puits, d'anciennes mines et galeries, d'anciennes zones humides ou gouffres (ex. : gouffre de Jardel) soient localement concernés. En Outre-mer, de nombreuses munitions de la Seconde Guerre mondiale reposent encore, dont des mines, par exemple dans le lagon de Nouméa où près de 1 600 mines Mk. XIV (de la Seconde Guerre mondiale) sont encore présentes dans le lagon.
Les chalutiers remontent souvent des obus ou d'autres types de munitions, nécessitant parfois l'intervention de démineurs (91 contacts ont été déclarés en 2004). Ils remontent parfois des objets rares ; ainsi 3 obus de 280 mm, 50 cm de long et pesant 100 kg environ ont été remontés le 30 novembre 2007 par le chalutier breton l'Alcatraz de Lorient, à 11 km de l'île de Groix qui ont justifié le déplacement de 4 plongeurs-démineurs. Ces derniers ont réimmergé ces obus pour les détruire sous l’eau à 2,5 kilomètres à l'est de la pointe de Gâvres où se trouve un centre d'essais de la Délégation Générale pour l'Armement (ancien groupe d'Études et de Recherches en Balistique, Armes et Munitions (GERBAM)). Ce type de munition, inhabituel n’a été utilisé que par de petits « cuirassés de poche » allemands (Deutschland, Sheer et Admiral Graf Spee) et les croiseurs de bataille Scharnhorst et Gneisenau qui ont séjourné à Brest du 22 mars 1941 au 11 février 1942, avant de rentrer en Allemagne via le Pas de Calais (opération Cerberus).
En France, la neutralisation des engins explosifs immergés sur le domaine maritime (jusqu'à la laisse de haute mer) est de la compétence de la Marine nationale. Ainsi, chaque année et depuis la fin de la 2e Guerre Mondiale, les plongeurs démineurs neutralisent près de 2 000 engins, trouvés en mer par les pêcheurs ou sur les plages par les promeneurs.
L'Agence des aires marines protégées et l'ONG Robin des Bois ont en 2009 alerté le Grenelle de la mer et proposé que les inventaires des décharges sous-marines de munitions chimiques et de déchets nucléaires soient complétés, avec évaluation des éventuels impacts sur la faune et flore sédentaires et les sédiments. Cette proposition a été acceptée.

## Royaume-Uni
Des munitions ont été probablement immergées dès 1920 dans la fosse de Beaufort, et environ un million de tonnes y ont été immergées après la Seconde Guerre mondiale, dont des munitions au phosphore. Sous l'autorité de Douglas Haig, le Royaume-Uni (avec les États-Unis) a aussi supervisé la destruction ou élimination des munitions non-explosées récoltées dans le nord de la France au moment de la reconstruction après l'armistice de 1918, alors que Andrew Weir (1er baron Inverfort) était ministre des munitions en Grande-Bretagne.

## Norvège
Selon Doyle en 2004 dans des zones appréciées des pêcheurs, la Norvège cherchait encore à localiser ou évaluer l'état de 15 voire 36 épaves de navires coulées en mer après avoir été chargés de plus de 168 000 tonnes de munitions de l'armée allemande

## Problématique
Utilisées, stockées ou perdues, les munitions (dont obus chimiques) ou leur contenu constituent une menace durable.
- Avant l'apparition très récente de munitions qualifiées « vertes » ou « non toxiques » (c'est-à-dire sans plomb, bismuth, antimoine, arsenic, ni mercure), depuis les balles de mousquets, pratiquement toutes les munitions contenaient des composants toxiques voire très toxiques (mercure, plomb, arsenic, antimoine pour les projectiles), et des produits chimiques ou des métaux classés « polluants » ou « substances indésirables » dans l'air, l'eau, les sols, les organismes et l'alimentation à partir de certains seuils.

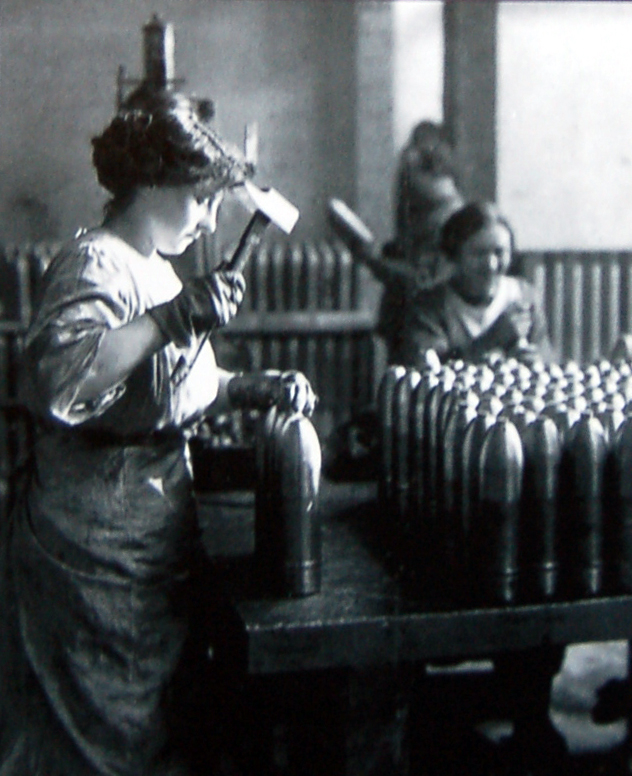
Femmes fabriquant des obus dans une usine de munition. Chaque obus ou douille contient un gramme de mercure toxique. Environ un milliard d'obus ont été produits entre 1914 et fin 1918

- Ceux qui ont commandé, inventé et industriellement produit (ou vendu) des milliards de munitions toxiques et polluantes n'avaient pas prévu leur fin de vie, et aujourd'hui le principe pollueur-payeur semble d'application impossible pour ce type de problème.

- Les munitions conventionnelles anciennes contiennent au minimum du plomb (le plus souvent enrichi d'arsenic et d'antimoine pour lui conférer la ductilité et la dureté recherchée). Les amorces de balles, obus, cartouches ont longtemps contenu du mercure (sous forme de fulminate) très toxique quand il est respiré sous forme de vapeur (80 % de la vapeur de mercure respirée passe dans le sang), ou transformé en méthyl-mercure (très bioaccumulable). Le fulminate de mercure étant instable, il a été mélangé à des vernis et a, peu à peu, été remplacé par d'autres produits dont l'azoture de plomb Pb N6, le diazodénitrophénol ou l'hexanitromannital (explosif puissant à haut pouvoir brisant), souvent utilisés comme charges d'amplification entre le détonateur et la charge principale d'explosif, dans les gros obus et les bombes.
- Le composant de base de la poudre et des propulseurs (charge de la douille qui doit propulser le projectile vulnérant, balle ou tête d'obus par exemple) depuis sa découverte en Chine est généralement le nitrate, dont l'impact environnemental et la dangerosité ont été rappelés récemment par l'accident d'AZF-Toulouse et la collision d'un train de gaz avec un train chargé de nitrate en Corée. 
Les nitrates et le phosphore pourraient être lentement épurés par l'environnement, mais ils sont déjà présents en excès dans l'air, l'eau et les sols de presque toute l'Europe, en Manche/mer du Nord, et dans la Baltique à cause de l'agriculture intensive et d'autres sources de pollution.
- Les munitions moins anciennes contiennent aussi du diphénylamine (DPA) et dibutyl de phtalate (DBP)[30]. Les munitions éclairantes ou traçantes des composants pyrotechniques toxiques (baryum et strontium[30] non biodégradables, sels d’hexachloroéthane[30]).
- Les métaux lourds, eux, ne sont simplement pas biodégradables, et leur toxicité peut être exacerbée dans certains contextes (acide, or l'océan s'acidifie) et plus ou moins selon leur spéciation (forme chimique ; oxydes, picrates, sulfates, forme méthylée ou diméthylée, etc..

## Responsabilités
Il semble admis que dans le cas des séquelles des guerres mondiales, une fois les négociations sur les dommages de guerre closes et les accords de paix signés, la recherche de responsabilité n'est plus à faire, et que ce soit alors aux États de gérer subsidiairement la question des séquelles sur leurs territoires (ce qui n'exclut pas des accords postérieurs de coopération). Une réflexion est en cours à échelle européenne et mondiale depuis quelques années mais qui n'a pas débouché sur un programme global de coopération ni sur un financement commun.
Une convention internationale engage ses pays signataires à produire un état des lieux pour l'an 2000 et à avoir détruit leurs stocks (d'armes chimiques) pour 2007. Rares sont les pays qui sont à jour de leurs engagements.

## Vitesse de dégradation des enveloppes des munitions
Les fuites interviennent selon un délai très variable selon l'état initial de la munition, et selon les conditions du milieu (le danger sera ensuite lié au niveau de toxicité, et de biodisponibilité des composés de la munition, et à leur quantité.
Dans l'eau froide, les cordons de nitrates ne se dégradent que lentement. Dans un milieu stable (en l'absence de courant et de passage de chalut de pêche et dans une vase non remuée, non bioturbée), le gaz moutarde perdu par un obus corrodé immergé après la Seconde Guerre mondiale reste « dans un rayon de 3 cm autour de l’obus ». Il en va autrement si cet obus est déplacé ou remonté dans un chalut ou par le courant. On estime généralement que les obus immergés de la Première Guerre mondiale ont dû commencer à fuir à partir de 80 ans environ, mais les modèles théoriques ne s'avèrent pas toujours fiables (peut être en raison de l'acidité de certains composants, comme l'acide picrique).
Ainsi à Hawaï les munitions ont été corrodées plus vite qu'attendu selon une étude américaine (publiée en 2009). Les chercheurs ont utilisé des ROV et des engins habités pour aller évaluer in situ l’intégrité ou l'état de dégradation munitions militaires (classiques et chimiques) coulées par le Département américain de la Défense au large de Hawaï (sur 69 km2) au sud de Pearl Harbor. 1 842 munitions non-chimiques ont été inspectées à cette occasion : 5 % seulement étaient légèrement modérées et la plupart (66 %) étaient fortement corrodées bien que d’apparence intacte ; 29 % étaient déjà fortement corrodés et crevés (contenu exposé) . De plus des formes « inhabituelles » de corrosion ont été signalées (écoulements qui semblent avoir été ensuite cémentés avec le sédiment, probablement en raison de réactions chimiques ou biochimiques impliquant des microbes, ce qui n'a pas pu être prouvé car il n'y a pas eu de prélèvements durant cette étude) ; un « piégeage de certains produits de la corrosion » semble dans ces cas avoir lieu.
Les armes chimiques sont supposées être généralement plus solides et faites avec des coques plus épaisses ; elles devraient donc fuir plus tardivement.
En Baltique où de nombreux rejets (d'ypérite en particulier) ont été faits, des pêcheurs sont déjà fréquemment brûlés par de l'ypérite ramenée dans leurs filets, on peut se demander si des poissons contaminés n'ont pas déjà été commercialisés. Mais, sauf accident ou acte terroriste, les problèmes majeurs potentiels sont surtout de moyen et long terme.
Car si l’immersion volontaire en mer ou en lac de déchets d’origine militaire et de munitions non explosées a massivement commencé dans les années 1919-1920, avec une seconde vague après 1945, c'est vers les années 2000/2005 que les obus, mines, torpilles, etc. immergés en mer devraient — en raison de leur corrosion — commencer à fuir. Ceux qui ont été noyés en eaux douces ou dans des sédiments meubles et pauvres en oxygène devraient fuir bien plus tardivement.
En effet, la fonte d’acier qui constitue l'enveloppe des obus est épaisse en moyenne de 5 à 6 millimètres ; elle se corrode à une vitesse moyenne de 0,1 à 0,5 mm/an. De plus, l'acide picrique, l'explosif le plus présent dans les obus de 1914-1918 peut en accélérer cette corrosion, et donner naissance à des « picrates », susceptible d'exploser au moindre choc. En outre, les obus étant souvent entassés en piles épaisses, et parfois avec d'autres types de munitions (grenades, torpilles, mines, cartouches, etc.) le poids de ceux du dessus peut écraser ceux qui se seraient précocement fragilisés au-dessous en provoquant des fuites brutales et importantes de toxiques et/ou d'eutrophisants. Les impacts de la pression de l'eau sont mal connus. Certains toxiques de combat étaient protégés par un emballage en plomb, ou dans une bouteille de verre hermétiquement bouchée (ex. : arsines) dont on ignore le comportement à grande profondeur.
La contamination de la pyramide alimentaire peut alors croître avec le temps.

## Quantités

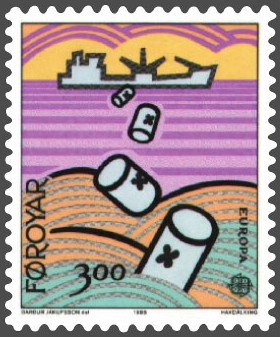
Timbre alertant sur les conséquences des immersions de munitions et de déchets pour les Îles Féroé qui dépendent beaucoup de la pêche, et où les enfants sont victimes d'une nourriture polluée par le mercure.

Un premier problème est que, selon les pays et les époques, les tonnages cités peuvent concerner le poids des toxiques ou le poids des toxiques et de leurs contenants. Théoriquement, depuis 1993, on devrait maintenant clairement différencier ces deux notions ; en 1993, la réunion des parties de la Convention sur les armes chimiques (CWC) a demandé qu'on se réfère uniquement au poids des agents chimiques, sauf s'il est expressément mentionné qu'on parle aussi du poids total de munitions ou autres contenants (munitions and devices).
Parmi les pays ou régions qui ont rapidement reconnu avoir immergé des armes chimiques figurent au moins : l'Irlande, la Grande-Bretagne, l'Écosse (Fosse de Beaufort), l'île de Man, l'Australie (avec notamment selon un rapport gouvernemental de 2003, plus de 21 000 tonnes d'armes chimiques immergées au large des côtes à la fin des années 1940,,), la Russie, les États-Unis, le Japon, le Canada. La Belgique a, dans les années 1980, repris connaissance du fameux dépôt de Zeebruge (35 000 tonnes) et la France est restée très discrète sur ses activités d'immersion mais, bien que les archives en soient peu disponibles, les historiens avaient des traces ou indices d'immersion de vieux stocks de munitions en Méditerranée et dans le golfe de Gascogne ainsi que dans la fosse des Casquets située entre la Bretagne et le Royaume-Uni. Les cartes marines du SHOM comportent de plus quelques marques « explosifs immergés » sur le littoral Atlantique et celui de la Manche/mer du Nord.
Des controverses existent. Par exemple, selon un documentaire diffusé (2010/01/03) par la chaîne suédoise SVT, des déchets militaires dangereux (dont peut-être des déchets radioactifs) ont été évacués d'une ancienne base militaire soviétique lettone et jetés en mer par des navires soviétiques, de nuit, près de l'île de Gotland (zone économique de la Suède), entre 1989 et 1992. ; Vil Mirzayanov (ancien chimiste russe militaire qui travaillait autrefois dans un laboratoire secret d'armement, arrêté pour avoir écrit des articles sur de nouveaux agents chimiques, puis libéré) estime que les immersions étaient à cette époque une pratique courante ; pour se débarrasser de matières toxiques ou pour cacher des armes chimiques illégales. Des hommes politiques suédois ont demandé une enquête officielle car un pipe line doit passer dans cette zone. Une fosse située près de l'île a reçu une grande quantité de munitions, qui commencent à fuir.
Des millions de tonnes de munitions immergées… et souvent oubliées.
Selon les spécialistes français du déminage, interrogés par une commission sur le déminage (présidée par Jacques Larché, sénateur), un quart du milliard d'obus tirés pendant la Première Guerre mondiale et un dixième des obus tirés durant la Seconde Guerre mondiale n'ont pas explosé pendant ces conflits. De plus on sait, pour les avoir retrouvés, que de gros obus de la Première Guerre mondiale se sont enfoncés au moins à 15 m de profondeur dans des sols relativement durs, sans exploser. Il est à craindre que dans les marais, tourbières, vasières, mares et étangs forestiers, fleuves et canaux, des obus se soient enfoncés bien plus profondément encore. On sait qu'en tombant sur des sédiments meubles jusqu'à huit obus sur dix n'explosaient pas. Enfin, selon certains experts ce sont environ la moitié des munitions et matériels incendiaires utilisés lors des deux guerres mondiales qui n'ont pas fonctionné à l'impact.

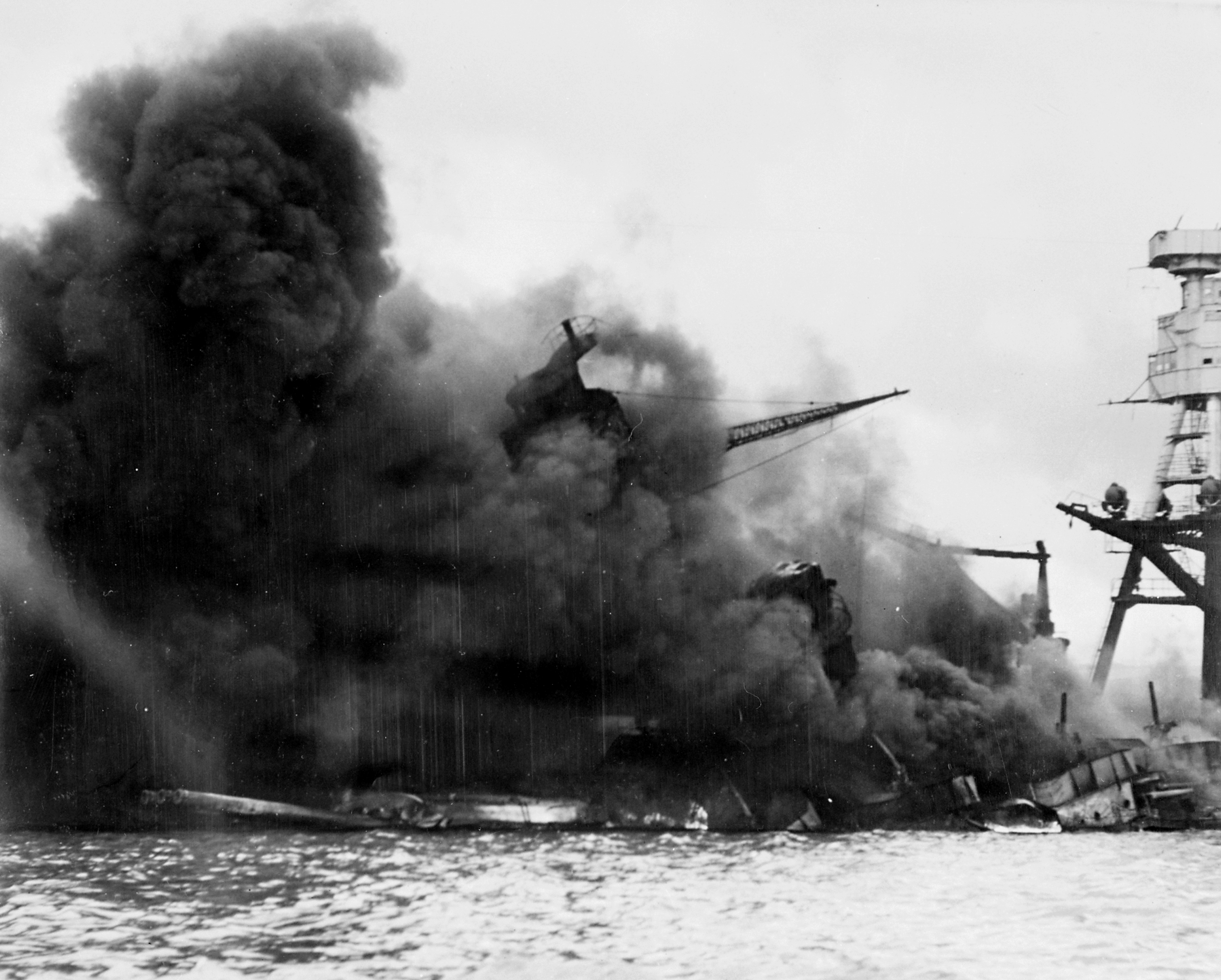
L’USS Arizona coule dans le port de Pearl Harbor (Hawaii), le 7 décembre 1941 lors de l'attaque japonaise qui motivera l'entrée en guerre des États-Unis.

- Depuis 1945 (époque à laquelle le déminage a été organisé, les archives n'étant en France exploitables qu'à partir de 1950, et informatisées à partir de 2000), plus de 660 000 tonnes de bombes ont été dégagées, ainsi que 13,5 millions de mines et 24 millions d'obus ou autres explosifs. La France est le pays le plus touché en Europe pour la période 1914-1918 et, avec l'Allemagne, pour la période 1939-1945.
- En 56 ans, 617 démineurs sont morts en service en France où, loin de ralentir, plus de 80 ans après la fin de la guerre de 1914-1918, l'activité du service de déminage a récemment été relancée, les démineurs bénéficiant d'une formation de haut niveau, mais ne prenant pas en compte les aspects écotoxicologiques ou d'évaluation des impacts environnementaux.

Ces problèmes ont, en France, motivé une proposition de résolution (no 331, 2000-2001), tendant à la création d'une commission d'enquête relative à la présence sur le territoire national de dépôts de munitions datant des deux guerres mondiales, aux conditions de stockage de ces munitions et à leur destruction (présentée par MM. Jacques Machet, Philippe Arnaud, Jacques Baudot et Rémi Herment, sénateurs), et il existe au sénat un groupe d'études sur la sécurité et la défense civiles.
Selon les données disponibles et récemment fournies par les États respectifs à l'Union Européenne et à la commission OSPAR ou HELCOM, etc. Depuis les années 1920, plus d'1 million de tonnes de munitions (essentiellement conventionnelles) auraient été volontairement coulées rien que dans la fosse de Beaufort, profonde de 200 à 300 m (656 à 984 pieds) entre l'Écosse et l'Irlande du Nord. Une étude de 1996 n'aurait montré aucune contamination des poissons, mais rien ne permet de garantir l'innocuité de cette solution à long terme ni que la faune ne concentrera pas les toxiques ainsi stockés. Dans cette région, les pêcheurs écossais et irlandais par dérogation sont autorisés à rejeter en mer les munitions remontées dans leur filet, bien que la loi les invitent à les rapporter pour élimination à terre quand cela peut se faire en sécurité.
Rien qu'en Baltique, et après la Seconde Guerre mondiale, ce seraient 30 000 à 40 000 tonnes d'armes chimiques qui auraient été immergées.
En mer, des dizaines de grands sites majeurs d'immersion de déchets et munitions et des centaines (milliers ?) d'autres sites plus petits existent. Nombre d'entre eux semblent avoir été oubliés ou récemment redécouverts par les élus locaux et nationaux.
Plusieurs dizaines de milliers de tonnes (y compris d'obus chimiques) sont stockées dans chacun des plus grands de ces sites.
Ils peuvent parfois être situés à faible profondeur (Îles de la Frise) et à quelques encablures d'un littoral ou d'un port industriel (par exemple pour le banc du Paardenmarkt où reposent des dizaines de milliers de tonnes de munitions anciennes à Zeebruges en Belgique, où un récent rapport administratif a conclu qu'il valait mieux pour l'instant ne pas toucher à ce dépôt),, et où un pentagone est interdit à la pêche et pour tout ancrage,, mais en partie dans une ZPS (zone de protection spéciale pour les oiseaux) et proche de zones de pêche ou de frayères ou de courants marins irriguant des zones de productivité biologique essentielles…
Certains navires lors de combats ont coulé avec leur chargement toxique sans avoir été repérés. Il ne semble pas y avoir de carte répertoriant ces risques et dangers.

## Manque d'information
L'évaluation précise du risque souffre du manque d'information précise ou disponible. Le caractère dangereux des munitions (chimiques en particulier) n'encourage probablement pas les États à une diffusion d'informations trop précises sur les stocks immergés ou enfouis. Mais l'information est restée longtemps si confidentielle qu'elle semble parfois avoir été oubliée par les responsables de la sécurité civile et publique, engendrant d'autres risques.
Quelques études sur les macro-déchets classiques existent (à Ifremer par exemple), mais il reste impossible pour les responsables civils de la sécurité maritime, les élus des zones concernées ou les collectivités ou pour des pêcheurs de trouver une carte de risque ou de danger ; concernant le risque chimique, seul le dépôt belge de Zeebruges, qui semble effectivement le plus directement dangereux près du Pas de Calais est clairement délimité sur les cartes marines récentes.
Là où elles sont faites, qui fait les études ? Suivant quels protocoles ? Avec ou sans écologues ? Que recherche-t-on ? (Teneurs dans l'eau et l'air, ou aussi dans les sédiments, les organismes filtreurs ou bioaccumulateurs, dans la chair du poisson ou les organes accumulateurs que sont par exemple le foie, rein, les os ou arêtes, mucus…) ou encore dans la peau (face ventrale des poissons plats).
Les cartes de risque et de danger et les données écoépidémiologiques sont elles publiques ? Un inventaire cartographié et hiérarchisé des dangers connus et une échelle de risque existent-ils ? Si oui, pour quels territoires et pour quelles périodes couvertes, avec quelle crédibilité pour les pays peu démocratiques ou les pays pauvres qui peuvent avoir hérité de stocks anciens ou acheté des munitions déclassées et à risque ?
Les archives sont elles exploitées ? Rapidement exploitables ? Dans quelles langues ? Géo-référencées ? Perdues ? Quelle gestion du risque et quelle application du principe de précaution ? Faut-il laisser ces munitions sur place ou les récupérer ? Avec quels moyens appropriés ? Qui doit prendre en charge quoi ? (Recherche, surveillance, communication, cartographie, diagnostic éco-épidémio-sanitaire, récupération/élimination…). Autant de questions traitées différemment selon les pays et restant souvent en suspens. En France un des engagements du Grenelle de la mer, en 2009, est d'approfondir et mettre à jour ces études.
Dans les pays totalitaires, mais pas uniquement, ces informations ne circulent pas ou exposent ceux qui alertent à de lourdes peines ; par exemple, en ex-URSS : emprisonnement du journaliste Grigori Pasko qui avait en 1993 filmé un navire-citerne russe déversant des déchets radioactifs et des munitions en mer du Japon.

## Gestion par pays
Sous l'égide de l'ONU ou d'autres instances, l'immersion des munitions a été interdite dans le dernier quart du XXe siècle par les lois des pays ayant ratifié certains accords et conventions.
Des opérations de partage d'information et d'évaluation environnementale sont en cours, dont sous l'égide de conventions OSPAR (qui, pour l'atlantique nord-est, interdit notamment de toute immersion délibérée de déchets ou substances dangereuses).) et HELCOM (pour la mer Baltique), de directives européennes ou de résolutions de réseau de collectivités (ex. : KIMO).

### OTAN
Le 27 avril 1995, une étude de l'OTAN sur les « Problèmes d'environnement transfrontières causés par des installations ou des activités en rapport avec la défense » est présentée à La Réunion annuelle du CDSM (Comité sur les défis de la société moderne) de l'OTAN, ouvert pour la première fois, à des observateurs des pays du PfP (Autriche, Finlande, Slovénie et Suède). À propos de la contamination radioactive et chimique de l'environnement, cette étude conclut notamment que « Les produits radioactifs et chimiques immergés dans les mers de Barents et Kara, ainsi que la mer Baltique, devraient faire l'objet d'une surveillance étroite (…) Les munitions chimiques immergées ne représentent pas, à l'heure actuelle, de menace pour les êtres humains ou l'environnement marin ; il convient cependant d'en étudier les effets à long terme. ».
Le Centre pour la recherche et l'expérimentation maritimes de l'OTAN (CREM) a mis en place un site laboratoire et banc d'essai sous-marin au Centre de recherche sous-marine du SACLANT (SACLANTCEN, SACLANT étant l'acronyme de Commandement allié Atlantique) à La Spezia en Italie, permettant de travailler sur les munitions non-explorées immergées.
Ce centre de recherche militaire piloté par Stefano Biagini (2019) offre la possibilité à ses utilisateurs de comparer divers systèmes robotisés et algorithmes sur site, pour notamment tester en environnement connu, des interventions robotisées destinées à notamment protéger les plongeurs en milieu potentiellement dangereux ou contaminé,.
Le CMRE se considère comme un des leader mondiaux en océanographie, contre-mesures anti-mines, autonomie subaquatique, traitement du signal acoustique et reconnaissance automatique de cibles, et il disposait d'un site à La Spezia. Des expérimentations de plusieurs semaines peuvent y être faites, en bénéficiant de l'expérience du CMRE ainsi que de services (ingénierie spécialisée, espaces de laboratoire, ateliers de mécanique et soutien au déploiement). Ces services seront ouverts aux participants externes et aux utilisateurs finaux en encourageant la collaboration internationale.
Le CMRE se dit impartial et « indépendant de l'OTAN ». Il dit vouloir construire à La Spezia un « Hub UXO transatlantique américano-européen » et « s'imposer comme un fournisseur d'expériences contrôlées en mer Méditerranée ». Il dit (en 2021), préparer un atelier sur les premiers retours d'expérience de l'utilisation du banc de test CMRE UXO ; puis une conférence sur la détection, classification et identification des UXO. Mais le CMRE annonce ne diffuser les actes qu'au sein de l'OTAN et de la communauté militaire.

### Aux États-Unis
Depuis peu[Quand ?], via son SERDP (Programme stratégique de recherche et de développement environnemental) le ministère de la Défense (DoD) soutien financièrement et de manière plus ciblée les technologies avancées et la recherche (fondamentale et appliquée) pouvant améliorer le traitement du problème des munitions militaires immergées non-explosées (UXO).
L’objectif est de réduire les coûts, les risques environnementaux et le temps requis pour traiter ces déchets de guerre, via trois voies :
1. mieux caractériser (état des lieux, incluant la détection, la localisation, et la classification des munitions sur les fonds ou dans le sédiment),
2. mieux réparer (démantèlement/’assainissement‘ des munitions immergées, dépollution…),
3. mieux gérer, scientifiquement, les sites concernés par ces munitions.

Au sein du Naval Research Laboratory, le Dr Shawn Mulvaney et son équipe ont ainsi testé avec succès un système de capteurs à induction électromagnétique (EMI) de classe géophysique avancée, et de haute puissance, intégré dans une plate-forme remorquée (MTA) pour cartographier et classer les UXO tout en restant à distances de sécurité, permettant d'optimiser leur récupération.
Un centre de ressources (Munitions Response Library ou MRL, géré par le Dr Penko) comprend un référentiel de logiciels, de données et de modèles utiles pour gérer les sites contaminés par des munitions immergées ; il devrait se transformer en portail en ligne, en partie public.
En 2021, l’ESTCP a financé plusieurs projets de démonstration de réponse aux munitions (‘Munitions Response’) testées sur des sites de banc d’essai et d'autres financements sont prévus pour les années à venir via des appels d'offres ou la subvention de projets.

### En Europe
Presque tous les pays d'Europe de l'Ouest ont signé les conventions interdisant l'immersion, mais ils doivent gérer les séquelles d'immersions antérieures à la convention, dont des munitions ou dépôts oubliés qui réapparaissent avec les travaux portuaires, les immersions de câbles, pose de pipe-lines (dont celui qui doit traverser la Baltique), les gravières sous-marines, les projets d'éoliennes ou de forages offshore. Il apparaît aussi que, même en Europe et sur des zones géographiquement proches, selon la salinité, les métaux, le contenu des obus (acide picrique…) et la nature des vases qui recouvrent éventuellement les obus, leur vitesse de corrosion varie considérablement.
L'« immersion peut aboutir à des situations indésirables et les gouvernements ne sont alors plus en mesure de contrôler les munitions » rappelle l'OSCE. Pour les munitions mises en décharge (sous le niveau de la nappe, en contact avec des eaux de ruissellement ou immergées dans des lacs), l'OSCE ajoute « En raison de la migration incontrôlée des produits chimiques toxiques libérés par les munitions immergées, principalement dans la nappe phréatique, de vastes zones seront contaminées, notamment en ce qui concerne l’approvisionnement en eau potable des personnes vivant dans ces zones ». Parmi les pays concernés figurent notamment, autour de la Baltique, la Suède qui a produit une évaluation en 1998, le Danemark et la Pologne, l'Allemagne du Nord, avec par exemple l'immersion d'armes chimiques à environ 5 milles au large du littoral de Lübeck.
En Europe de l'Ouest, la France est le pays le plus touché mais l'Écosse et le Royaume-Uni ne sont pas épargnés par ce type de séquelles, sur terre ou en mer, la fosse de Beaufort ayant, à elle seule, reçu plus de 1 million de tonnes de munitions.

### En Allemagne
L’Allemagne possède depuis le début des années 2000 des installations spécialisées pour le traitement des munitions chimiques terrestres, notamment dans le cadre de la Convention sur l’interdiction des armes chimiques. Au nord du pays, un site est consacré à cette activité avec deux installations de démantèlement d'obus chimiques et de dépollution de terres souillées. Il s'agit d'un ancien site de production et d'essai qui a subi au moins deux accidents majeurs : en 1919, l'explosion d'un train de munitions a répandu près d'un million d'obus dans les environs. À la fin de la Seconde Guerre mondiale, quand les Américains et les Anglais sont arrivés sur ce site, ils y ont détruit des installations sans précautions suffisantes, laissant de graves séquelles de pollution. Une installation entièrement automatisée a été mise en service en 1995 pour traiter les sols pollués par des dérivés d'arsenic et par des munitions chimiques (avec des difficultés qui ont entraîné deux ans de retard et remis en question certains principes technique)s.
En 2023, l’Allemagne lance le « programme immédiat de récupération des munitions », visant à récupérer les 1,6 million de tonnes de munitions et 5000 tonnes de gaz de combat immergés sur ses côtes au cours et après les deux guerres. Les études préliminaires avaient relevé un taux important de cancers dans la faune marine des zones d’immersion des munitions. Les opérations de récupération bénéficient d’une conjoncture où les investisseurs souhaitant installer des éoliennes en mer ont intérêt au déminage ; la connaissance des dépôts a progressé ; et la nomination de Steffi Lemke au ministère de l’Écologie. Le programme a débuté, il en est en 2024 à sa phase d’apprentissage dans les zones les plus faciles.

### En Belgique
En 1993, le principe du démantèlement mécanique a été retenu ; il est opérationnel depuis octobre 1999, avec deux ans de retard. Les obus sont transportés à la main mais le sciage et la découpe sont faits à distance avant que des techniciens en scaphandre vident l'obus, récupèrent le toxique, nettoient l'explosif et le détruisent ailleurs. Ce procédé « artisanal » demande un personnel hautement qualifié et permet de détruire certains types de munitions mais il est très limité en capacité (10 à 20 munitions/jour), capacité tout juste suffisante pour détruire les flux découverts et non pour résorber leurs stocks terrestres de 250 t d'obus. D’autres installations seraient à l’étude pour augmenter cette capacité.

### En France

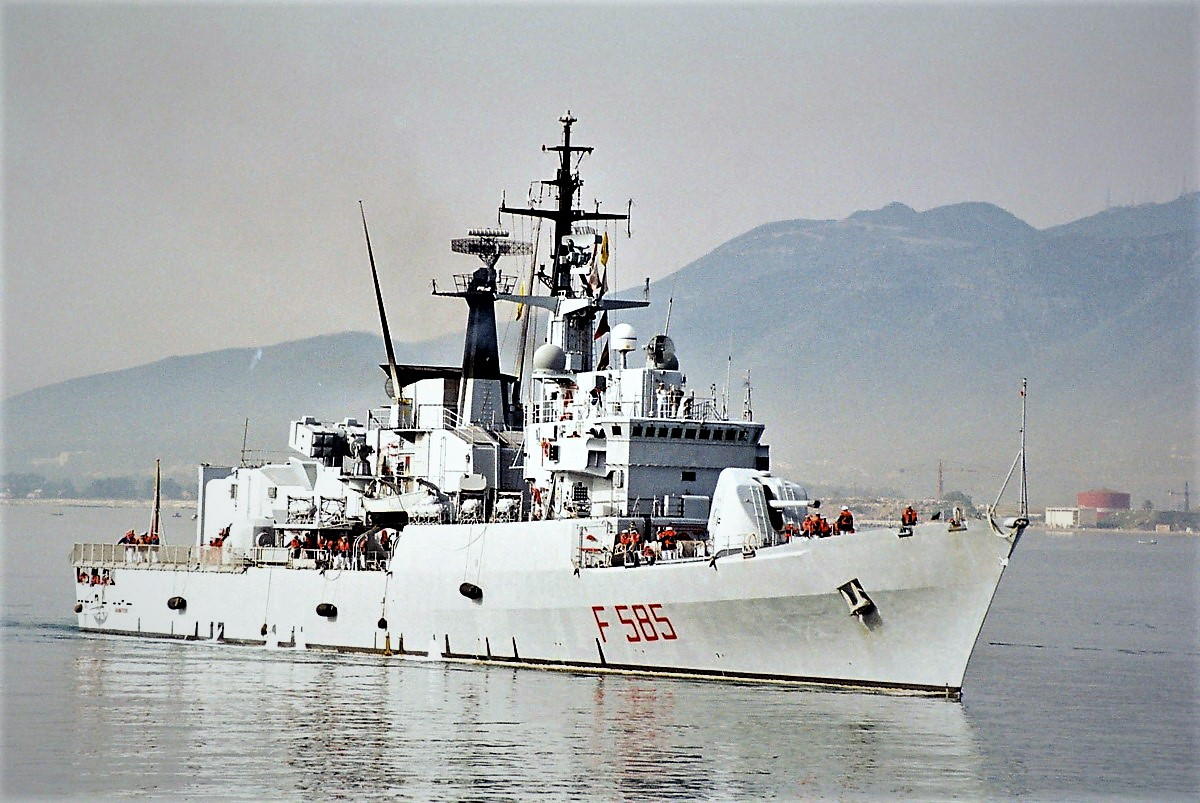
La frégate italienne Granatiere (115 m et 180 marins). En 2010, sous le commandement de l'OTAN, elle soutient une opération de déminage et d'assainissement des fonds sous-marins sur l'espace maritime du futur Parc naturel marin des trois estuaires, devant la Baie de Somme.

#### Arrêté préfectoral
L’arrêté préfectoral no 13/89 du préfet maritime de la Manche et de la mer du Nord (dit « arr. prémar 13-89 ») concernant le dépôt d'engins suspects trouvés en mer explique ce que doivent faire les pêcheurs qui trouvent des munitions dans leurs filets.
En application de cet arrêté, un « Guide à l'usage des pêcheurs sur la conduite à tenir en cas de découverte ou de repêchage en mer d'explosifs, de conteneurs ou de fûts » a été fait en 1995, faisant état d'une indemnisation des découvreurs d'engins sous certaines conditions.
Néanmoins, il semble que les pêcheurs qui sont les plus grands « découvreurs » d'engins suspects, rejettent le plus souvent en mer les obus qu'ils ramassent dans leurs filets, parfois sur l'épave la plus proche et, généralement en France, sans prévenir le CROSS. Ils peuvent bénéficier d'une cartographie des épaves faites par le SHOM afin de diminuer le risque d'accrocher leurs filets sur des épaves et de diffuser des munitions perdues par ces épaves (cartographie disponible sur CD Rom).

#### Immersion
Les pratiques d'immersion de munitions ont cessé depuis l'an 2000 selon la marine nationale, notamment à la suite d'un accident qui a tué cinq marins et pyrotechniciens le 30 avril 1997, au large du Cap Levi, près de Cherbourg, sur la gabare la Fidèle, lors d'un transport de grenades qu'on se préparait à immerger. Il s'agissait de la 6e campagne de destruction de 1 400 grenades périmées (grenades du type « contre nageurs de combat »). Depuis, ce type de munitions est confié à des entreprises spécialisées via une agence de l'Otan qui en a par exemple transféré 650 tonnes à une entreprise allemande en 2005 (pour un coût de 1 000 €/t).

#### Porté à connaissance
Faute de porté à connaissance, les PREDIS (Plans régionaux d'éliminations des déchets industriels et spéciaux) puis les plans nationaux Santé-Environnement I et II ainsi que les plans régionaux Santé-Environnement ont omis de prendre en compte ces aspects qui sont habituellement directement gérés par l'État, comme le risque nucléaire. Les régions littorales et leurs élus ne semblent pas disposer de « porté à connaissance » sur la nature, le volume, l'âge ou la présence éventuelle de stocks de munitions immergées à proximité ou non de leur littoral. Les inventaires et « états des lieux » préalables à l'application de la directive-cadre sur l'eau n'ont pas intégré cette question non plus, pas plus que les bases de données sur les sites pollués ou potentiellement pollués (BASIAS et BASOL), bien qu'elle disposent d'une rubrique appropriée.

#### Destruction
la France (pays dont la façade maritime est longue et ayant été très touché par les deux guerres mondiales) comprend la plus grande partie des dépôts répertoriés en Europe par la Commission Ospar.
Un décret no 96-1081 du 5 décembre 1996 a donné la responsabilité au ministère de la Défense de détruire les munitions chimiques anciennes (200 à 300 types de munitions différentes). Cette opération a été confiée au sein du ministère à la Délégation générale pour l'Armement et plus particulièrement au service des programmes nucléaires. Un projet d'usine baptisée SECOIA (acronyme de Site d’Élimination des Chargements d’Objets Identifiés Anciens), a abouti, avec retard, à la construction sur le camp militaire de Mailly dans l’Aube d'une unité de destruction de munitions, entièrement automatisée ; « aucune intervention humaine n'est prévue. Nous n'acceptons aucune personne dans l'installation ». Sa capacité de destruction était initialement fixée à 100 t/an pour la France, avec une durée de vie de 30 ans pour l’installation (dont le coût avait été estimé à l'époque à 880 millions de francs. Cette installation était prévue pour fonctionner en 2 x 8 ou en 3 x 8, pouvant porter ainsi à 200 t/an ou 300 t/an la capacité de traitement. Fin 2000, on a finalement fortement réduit sa capacité à environ 25 t/an en vitesse de croisière, ce qui correspond au flux de découverte annuel sur terre, mais pas aux munitions immergées.

#### Éoliennes offshore
Un projet de 156 éoliennes offshore devant Criel et Cayeux-sur-Mer en Picardie dit « Projet des Deux Côtes », estimé à 1,4 milliard d'euros, devant être mis en service en 2010 par la Compagnie du Vent a été bloqué par la préfecture maritime de la Manche en raison de la présence sur le site de munitions (anciens champs de mines). Ce projet devait nécessiter 2 000 personnes durant les trois ans de construction, et 250 emplois pour l'exploitation, avec une taxe de 8,5 millions d'euros, versée pour moitié aux comités locaux des pêches pour les dédommager. Le groupe propose d’assurer le déminage du site si le projet est autorisé.
Des problèmes similaires ont été posés en Grande-Bretagne, en mer Baltique lors de la construction du pont reliant la Suède au Danemark et concernant le projet de gazoduc qui doit traverser la Baltique mais sans bloquer ces projets.

#### DGA
la Direction générale de l'Armement (DGA) a annoncé que, comme dans les pays du nord, elle allait chercher à mieux respecter l’environnement avec des « munitions vertes », dépollution des sols, et un budget de 150 millions d’euros à dépenser avant 2008 pour la dépollution de terrains militaires et autant pour la recherche de matériels « verts », moins toxiques et moins bruyants. Cependant, il semble que les sites concernés ne soient que ceux qui appartiennent en propre à l’armée et uniquement situés sur terre et non sous la mer.

#### Grenelle de la mer
Grenelle de la mer : Mi-2009, l'une des propositions retenues (no 94.d) dans les « engagements » du Grenelle de la mer est de « Consolider l’inventaire des décharges sous-marines de munitions chimiques et de déchets nucléaires, en apprécier la dangerosité et établir des priorités afin de réaliser des analyses sur la faune et la flore sédentaire et les sédiments. »
Dans son rapport (avril 2010), le ComOp no 13 pollutions marines précise que son attention « a été attirée sur l’engagement 94.d » mais que « cet engagement n’est pas dans le mandat du groupe et à sa connaissance a été placé hors groupes et comités opérationnels. Après en avoir débattu, le groupe n’a pas voulu traiter cette question considérant que cela aurait nécessité au préalable de revoir sa composition. Néanmoins il a été d’accord pour considérer que les propositions concernant l’engagement 28.C relatif aux épaves pourraient utilement être appliquées à ce cas particulier qui relève des prescriptions de la convention OSPAR à laquelle la France est partie ».

#### Déminage
Des missions ponctuelles de déminage existent : en 2008, une mission de l'OTAN avait détruit une quinzaine de gros engins de la Seconde Guerre mondiale équivalent à 8 tonnes de TNT.
Du 17 au 24 mai 2010, en Manche, la France a fait appel aux moyens mutualisés de l'OTAN pour le déminage sous-marin d'une zone située au large du Pays de Caux (Seine-Maritime) et de la Baie de Somme, lien du projet de parc naturel marin des trois estuaires ; 674 marins venant de 9 pays sur dix chasseurs de mines opèreront en deux groupes respectivement coordonnés par les navires de commandement Kontradmiral Xawery Czernicki (de Pologne) et la frégate italienne Granatiere. Ils œuvreront à « l’assainissement des fonds marins et la sécurisation des activités maritimes ». Les chasseurs de mines français Éridan et Céphée y contribueront. Selon la préfecture maritime de Cherbourg, ce sont « en majorité des engins qui datent de la Seconde Guerre mondiale et la plupart sont allemands ». Il s'agirait de la 5e opération de ce type depuis 2007.

### En Suisse
En Suisse, où un lac sur deux en aurait reçu, au moins 8 000 tonnes d'obus, détonateurs ou bombes ont été jetées dans différents lacs et, malgré une motion de la chambre basse de 2005 (avant les analyses), les autorités ont décidé de les y laisser. Après de nombreuses analyses, rien ne permet d'affirmer que ces munitions aient pollué les lacs. La majeure partie de ces munitions est recouverte de 25 cm à 2 m de vase et leur extraction perturberait profondément les fonds lacustre et par conséquent l'écosystème des lacs,. Le lac de Thoune contient 4 600 tonnes de munitions qui ont été immergées entre 1920 et 1963. De nombreux poissons, dont plus de 40 % des corégones (ou palées), y sont victimes d'anomalies congénitales et sexuelles sans que les analyses faites aient pu établir qu'elles soient induites par des fuites de toxiques à partir des milliers de munitions jetées au fond du lac. Le lac des Quatre-Cantons en contient 2 800 t qui sont déposées dans le lac d’Uri, auxquelles s’ajoutent 530 t dans le bassin de Gersau. Le lac de Brienz en contient 280 t qui y ont été déversées, dont une partie a été assainie en 1991, par une élimination des munitions proches de la rive. Les dépôts de ces trois lacs représentent 95 % des stocks immergés en Suisse,. Dans divers autres lacs (Lac de Walenstadt, le lac d'Alpnach dans le lac des Quatre-Cantons, Greifensee, lacs au col du Saint-Gothard, lac de Lauerz), des rejets anciens de divers matériels militaires ont été confirmés par le DDPS en 2004.
Selon les données récentes, 8 200 tonnes de munitions ont été jetés dans les seuls lacs de Thoune, Brienz et des Quatre-Cantons. Et d'autres déchets tels que surplus militaire, huiles de cuisine ou masques à gaz y ont également été jetés.

## Perspectives

### Programmes officiels
Malgré quelques alertes venant d'associations ou de personnalités, à la suite d'accidents ou de découvertes fortuites, ou d'informations restées presque confidentielles, l’aspect écotoxicologique et sanitaire des séquelles de guerre, quand il n'a pas été simplement nié, est resté curieusement éludé par les historiens de la période. Alors que se prépare le centenaire de la guerre 14-18, la France, malgré les injonctions répétées de la Commission OSPAR, en dépit des alertes de l'OTAN (en 1995-1996) et malgré les recommandations pressantes de la commission HELCOM puis de la Commission européenne, n’a déclaré ses sites d’immersion sous-marine — avec 5 ans de retard et de manière imprécise — qu’en 2005, poussée par ses obligations internationales. Les programmes officiels ne visent que le démantèlement des armes chimiques stockées sur le sol national ou trouvées par les démineurs.
La France, bien qu’étant le pays le plus touché par les séquelles de guerre pour la période 1914-1918, n'a évoqué ce problème qu'après l’Allemagne, la Belgique, le Royaume-Uni, les pays baltes et plus discrètement qu'eux. L'Histoire dira peut-être si ceci s'explique par le poids du secret militaire ou par une volonté d’oubli propre aux Années folles en France où - pour la période de l'après 14-18 - les horreurs de cette guerre ont été difficiles à la fois à dire, à ne pas dire et à « oublier », en particulier à propos des gaz de combat. Ces gaz ont d'ailleurs traumatisé l'opinion au point qu’aucun des belligérants d’Europe ou d’Amérique du Nord n'a accepté de les utiliser durant la Seconde Guerre mondiale, leur préférant l’arme atomique, alors qu’ils avaient accumulé des stocks considérables d'armes chimiques ; ces stocks seront aussi pour partie jetés à la mer.

### Risque de corrosion et de contaminations
Alors que le temps passe, les munitions enterrées et immergées se corrodent et le risque de graves contaminations augmente. Et aux munitions oubliées de la première, mais aussi de la Seconde Guerre mondiale (y compris en ce qui concerne les armes chimiques) s’ajoutent celles qui ont été fabriquées et stockées durant la seconde moitié du XXe siècle, que la plupart des pays se sont engagés à détruire avant 2007, objectif qui ne semble pas pouvoir être atteint au vu des moyens que les pays se sont donnés.
Enfin, des impacts indirects sur la mer (et en eau douce) existent sans doute. Dans le sud de la France, en Allemagne, en Belgique, des obus chimiques ont été démilitarisés après guerre sans que l’on ait officiellement mesuré avec quels impacts résiduels. Des munitions ont été immergées en eau douce (7 000 t de munitions provenant à 90 % de la période 1914-1918, dont 4 millions de grenades à main jetées dans le lac d'Avrillé, le gouffre de Jardel), et des pollutions relictuelles peuvent exister dans des lieux inattendus. La mer étant le réceptacle naturel des bassins versants et de certaines nappes souterraines, elle reçoit aussi des polluants emportés par le ruissellement ou certaines nappes souterraines, dont certains peuvent venir de munitions non explosées se dégradant.

#### OSPAR
OSPAR a préparé un « Cadre de développement de lignes directrices nationales » à utiliser en cas de contact avec des munitions par des pêcheurs ou usagers du littoral. Le nettoyage des sites d’immersion a longtemps été considéré comme encore plus à risque que laisser les munitions se désintégrer avec le temps, mais dans tous les cas des risques sérieux existent pour l’environnement et la santé. Selon Ospar, « s’il y a lieu de retirer des munitions des fonds marins, il faudrait envisager de recourir aux nouvelles techniques qui permettent de les neutraliser sans les faire exploser ». Traditionnellement, les démineurs détruisent les munitions dangereuses en les faisant exploser, mais cette méthode diffuse alors dans l’environnement les toxiques qu’elles contenaient. OSPAR souhaite « encourager le développement de techniques permettant de retirer ou de neutraliser en toute sécurité les munitions sans explosion et promouvoir la surveillance des effets éventuels des munitions immergées dans l’Atlantique du Nord-Est ». Il faudrait également « éviter les explosions car le bruit sous-marin et le dégagement de substances dangereuses qu’elles entraînent causent des préoccupations ».
Ospar recommandait en 2010 la publication de « lignes directrices nationales » pour les pêcheurs et usagers du littoral en cas de contact avec des munitions, ainsi que la distribution aux pêcheurs de « bouées de balisage en subsurface à utiliser en cas de découverte »

### Vers une mutualisation européenne?
En Europe, le ministre belge de la Défense a proposé le principe de la création d'une « agence européenne de destruction des munitions chimiques et conventionnelles ». Ce principe a été décidé avec une première réunion préparatoire faite à Bruxelles le 4 mai 2001. Cependant une usine européenne de destruction de munitions pose le problème de son financement (coûts élevés) et des risques liés au transport de ces objets très dangereux. En Allemagne, certains Länder s'opposent au transport de ces munitions sur leur territoire.
La Directive cadre Stratégie pour le milieu marin qui pourrait devoir être appliquée en 2008 précise (dans son annexe II) que le problème des munitions immergées doit être évalué et traité mais elle laisse une grande liberté aux États sur le choix des moyens et prévoit des cas particuliers qui pourraient peut-être concerner ce problème.
L'Union européenne, a produit un « cadre communautaire de coopération entre les États membres dans le domaine de la pollution marine accidentelle ou intentionnelle » permettant de financer à 100 % les « Actions favorisant l'échange d'information entre autorités compétentes » sur les risques liés à l'immersion de munitions ; les zones concernées (y compris l'établissement de cartes) ; la prise de mesures d'intervention en cas d'urgence.

### Vidéographie / Documentaires
- Menaces en mers du Nord ; Les stocks des bombes de gaz moutarde issus de 14/18 et ceux des armes chimiques provenant de la 2nde Guerre Mondiale ont été jetés au fond des mers du Nord puis oubliés. Comment les récupérer pour dépolluer ?, documentaire d'Elise Benoit|Réalisation : Jacques Loeuille |REAL Productions/France 3 Hauts-de-France| Publié le 05/10/2018, mis à jour le 09/10/2018, également disponible sur le site de real productions
- ARTE ,"ARMES CHIMIQUES SOUS LA MER " © Georama/ARTE/NHK/HLJTV/MACGUFF http://www.arte.tv/guide/fr/048909-000/armes-chimiques-sous-la-mer ; documentaire de Bob Cohen, Eric Nadler et Nicolas Koutsikas / Thema/Arte (2014), mis en ligne 2 juin 2015, 1 h 26 min (sur You Tube,)

Trailer du film "Armes Chimiques sous la mer" © Georama/ARTE/NHK/HLJTV/MACGUFF

### Documentaires et cartes
- (en) CNS, carte interactive des déchets et munitions chimiques jetés en mer ; « James Martin Center for Nonproliferation Studies » (CNS a localisé 127 dépôts d'armes chimiques et de site à risque d'exposition pour l'homme, sur une carte Google Earth)
  - ARTE ,"ARMES CHIMIQUES SOUS LA MER " © Georama/ARTE/NHK/HLJTV/MACGUFF http://www.arte.tv/guide/fr/048909-000/armes-chimiques-sous-la-mer ; documentaire de Bob Cohen, Eric Nadler et Nicolas Koutsikas / Thema/Arte (2014), mis en ligne 2 juin 2015, 1 h 26 min (sur You Tube,)
  - Trailer du film "Armes Chimiques sous la mer" © Georama/ARTE/NHK/HLJTV/MACGUFF